# Шишкевич, Михаил Иванович
Михаи́л Ива́нович Шишке́вич (4 [16] февраля 1862 — не ранее октября 1919) — русский генерал-лейтенант, участник Первой мировой и Гражданской войны в России. Георгиевский кавалер. Военный историк.

## Биография
Православного вероисповедания. Образование получил в Сибирской военной гимназии, которую окончил в 1880 году. 1 сентября того же года вступил в службу. В 1883 году по 1-му разряду окончил Михайловское артиллерийское училище, откуда был выпущен подпоручиком со старшинством в чине от 12 августа в 29-ю артиллерийскую бригаду. 8 августа 1885 года получил чин поручика.
В 1886 году поступил в Михайловскую артиллерийскую академию, которую окончил в 1888 году. 4 июля того же года был произведён в штабс-капитаны с переименованием в поручики гвардии и переведён в лейб-гвардии 1-ю артиллерийскую бригаду.
В 1890 году поступил в Николаевскую академию Генерального штаба, которую в 1893 году окончил по 1-му разряду с производством от 20 мая в штабс-капитаны гвардии и с переименованием в капитаны Генштаба. Вслед за тем отбывал лагерный сбор при Одесском военном округе, а 26 ноября того же года был назначен начальником строевого отдела штаба Бендерской крепости. Находясь в той же должности, с 15 октября 1894 по 2 ноября 1895 года отбывал цензовое командование ротой в 59-м пехотном Люблинском полку. С 24 декабря 1895 года ― обер-офицер для поручений при штабе 8-го армейского корпуса, а с 30 января 1897 ― в той же должности при штабе Одесского военного округа.
5 апреля 1898 года Шишкевич был произведён в подполковники (штаб-офицер для поручений при штабе Одесского ВО). С 8 мая по 8 сентября 1901 года отбывал цензовое командование батальоном в 13-м стрелковом полку. 16 января 1902 года был назначен начальником штаба 2-й Сводной казачьей дивизии, а 14 апреля произведён в полковники. С 17 мая по 17 июня 1904 года был прикомандирован к артиллерии, а с 1 по 29 августа ― к 16-му Донскому казачьему полку. 6 марта 1905 года был назначен командиром 42-го Якутского пехотного полка, 5 апреля ― командиром 129-го Бессарабского пехотного полка, 20 июля ― командиром 101-го Пермского пехотного полка.
16 июля 1910 года Шишкевич «за отличие по службе» был произведён в генерал-майоры с назначением на должность окружного генерал-квартирмейстера штаба Московского военного округа. Был одним из авторов 15-томного сборника «История русской армии и флота» (1911—1913).
Летом 1912 года Шишкевич вместе с начальником Генштаба генералом от кавалерии Я. Г. Жилинским ездил во Францию для ознакомления с её военной авиацией. 30 июля того же года военное воздухоплавание из ведения Главного инженерного управления перешло в ведение Генштаба, а Шишкевич 8 августа был назначен начальником Воздухоплавательной части Главного управления Генштаба. В 1913 году им была утверждена новая, разработанная Воздухоплавательной частью ГУ ГШ, «Инструкция, определяющая порядок ведения занятий и полётов на аэродромах». 24 декабря 1913 года был назначен генерал-квартирмейстером штаба Одесского военного округа.

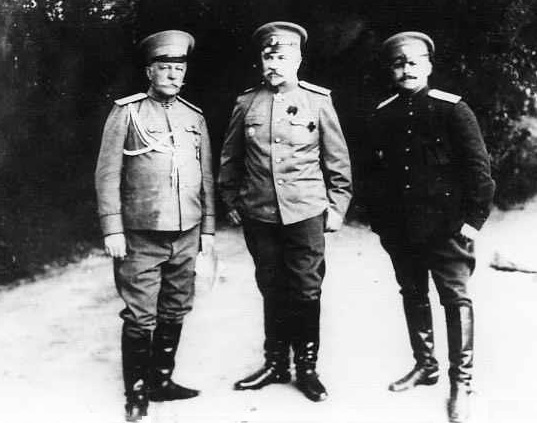
Штаб 11-й армии. Слева на право: генерал-лейтенант, командующий армии генерал от кавалерии, и. д. генерал-квартирмейстера полковник.

Во время Первой мировой войны Шишкевич 4 ноября 1914 года был назначен начальником штаба 7-й армии. 19 апреля 1915 года был назначен исполняющим должность начальника штаба 11-й армии, действовавшей на Юго-Западном фронте. «За отлично-усердную службу и труды, понесённые во время военных действий» Шишкевич 16 июля 1916 года (пр. 31.01.1915) был произведен в чин генерал-лейтенанта с утверждением в должности, а высочайшим приказом от 16 августа был удостоен ордена Святого Георгия 4-й степени.
16 октября 1916 года Шишкевич был назначен начальником штаба Дунайской армии, а 12 декабря ― начальником штаба Румынского фронта, на южном крыле Восточного фронта. 8 апреля 1917 года принял командование 7-м армейским корпусом.
28 марта 1917 года Шишкевич был назначен в резерв чинов при штабе Одесского ВО, с 22 августа ― в резерве чинов при штабе Московского ВО, а в 1918 году вышел в отставку.
По состоянию на 15 июля 1919 года Шишкевич в РККА, а на октябрь того же года ― в ВСЮР, в войсках Новороссийской области. Дальнейшая судьба Шишкевича неизвестна.

## Семья

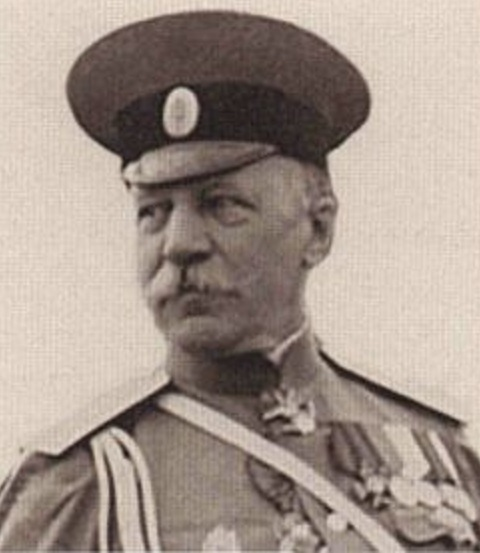
Генерал-лейтенант.

Женат. Имел двоих детей.

## Награды
- Орден Святого Станислава 3-й степени (1896)
- Орден Святой Анны 3-й степени (1899)
- Орден Святого Станислава 2-й степени (1901)
- Орден Святой Анны 2-й степени (1906)
- Орден Святого Владимира 4-й степени (1907)
- Орден Святого Владимира 3-й степени (06.12.1912)
- Орден Святого Станислава 1-й степени (ВП: 05.08.1915)
- Орден Святой Анны 1-й степени (22.10.1915)
- Орден Святого Владимира 2-й степени с мечами (ВП: 03.07.1916)
- Орден Святого Георгия (ВП: 16.08.1916)